# Drexel (Ohio)
Drexel – jednostka osadnicza w Stanach Zjednoczonych, w stanie Ohio, w hrabstwie Montgomery.